# Église de Keltinmäki
L'église de Keltinmäki (en finnois : Keltinmäen kirkko) est une église située à Jyväskylä en Finlande.

## Description
L'édifice est conçu par Olavi Noronen.
La lumière est un thème majeur de l'église que l'on peut voir par exemple avec l'autel circulaire en verre sur lequel descend une lumière puissante.
En outre, la lumière éclaire les flammes peintes sur le sol.
La symbolique religieuse est présente jusque sur les mosaïques qui entourent le portail de l'église. On dit qu'elles représente des personnes brisées.
Andrij Stasevskij a peint en 2005 le vitrail intitulé le chemin de la Bible.
L'orgue à 15 jeux est livré en 1993 par la fabrique d'orgues Tuomi.